# Ільниця
І́льниця — село в Іршавській міській громаді,  Хустському районі Закарпатської області. Найбільше село Закарпаття.

## Географія
Ільниця — одне з найбільших сіл України, про що свідчить: його населення — близько 9 100 жителів; 37 вулиць; 3169 дворогосподарств, площа — близько 6140 га. Село розташоване в долинах річок Ільнички та Синявки, при підніжжі гори Бужора, за 4 км від центру громади і залізничної станції Іршава, що на лінії Берегово — Кушниця (див. Боржавська вузькоколійна залізниця).
На території Ільниці чудовий клімат, при якому практично завжди висока урожайність, що дає великі перспективи та хороші умови для розвитку сільського господарства. Населення села власними силами займається рослинництвом і тваринництвом. Тобто майже кожне дворогосподарство має своє господарство. Особливо вирізняється фермерське господарство, яке спеціалізується на садівництві різних культур (бобових, зернових, злакових тощо), овочів та фруктів, а також вирощуванні худоби.
У першій половині XIX століття в околиці Ільниці почалось добування залізної руди. Невдовзі тут були створені залізорудні промисли, які, проте, не набрали великого розвитку через відсутність зручних шляхів сполучення та віддаленість села від промислових центрів. З 1865 року в районі Ільниці для місцевих потреб стали видобувати буре вугілля. достеменно відомо, що першу штольню по видобутку бурого вугілля промисловим методом було тут прокладено в 1864 році, тобто рівно 150 літ тому, і сталося це біля русла річки Крем'яний. одразу по закінченні Другої світової війни радянська влада почала вишукувати резерви для розвитку села. «Георозвідка виявила великі поклади бурого вугілля майже під усією територією сучасної Ільниці. Розвідувальні роботи почалися у 50-х роках, а у 1960-му на поверхню пішло перше вугілля. Видобували його двома шляхами: кар'єрним і підземним. Оскільки вугілля залягає пластами дуже близько до поверхні землі (від 1 до 70 м), його легко видобувати відкритим способом», розвитком видобутку бурого вугілля з кінця 40-х і до кінця 80-х років Ільниця була тепловою Меккою для всього Закарпаття. Завдяки цьому в 1949 році тут побудували і привели в дію теплову електростанцію.
На 1823 рік у селі налічувалось 4 водяні млини.

## Символіка

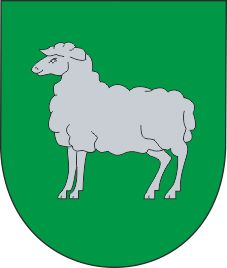
Герб села Ільниця 1844 року

Герб – щит розтятий і перетятий на два зелені та два сині поля. У двох верхніх – золоте колесо, поверх якого синє гроно винограду із зеленими листками, над ними – золота корона з трьома видимими зубцями, обабіч – по срібному дереву, у двох нижніх полях стоїть золота вівця. Вівця є символом із печатки громади з ХІХ ст., й уособлює розвинене на той час вівчарство.
Прапор – квадратне полотнище, що складається із трьох рівновеликих горизонтальних смуг – синьої (верхньої), зеленої (середньої) та червоної, посередині двох верхніх смуг – щит із гербом села (без картуша і корони; заввишки з половину сторони полотнища).

## Історія
поселення доби неоліту (ІУ тисячоліття до н. е.), бронзової доби (ІІ тисячоліття до н. е.).

Перша згадка про село датується 1450 роком. У XIX ст. Ільниця була одним з найбільших населених пунктів Верховинського повіту Березької жупи. На той час поселення мало власну печатку з гербом: у щиті, увінчаному короною, — зображення вівці (у 1904 р. герб було затверджено в кольорах: на червоному тлі, на зеленій землі, — срібна вівця).
Хоч істориками та краєзнавцями ще не досліджено, але очевидно, що дане село пов'язане із родом Ільницьких (гербу «Сас») та с. Ільник (на Львівщині), яке було засноване приблизно в той самий час, що Ільниця.
- Ільницькі
- Сас
- Ільник

## Присілки
Березники
Березники — колишнє село в Україні, в Закарпатській області.
Обєднане з селом Ільниця рішенням облвиконкому Закарпатської області № 438 від 30.07.1962
Історія заснування села сягає ХІХ століття.
В селі діє початкова школа І-го ступеню.
В селі працював письменник-новеліст — Василь Фенич. Там відкрили меморіальну дошку на його честь. Все це влаштували до 100-тої річниці з дня народження письменника.
Поруч узлісся масиву Національного природного парку «Зачарований край»; неймовірні по красі краєвиди.
Новоселиця
Новоселиця — колишнє село в Україні, в Закарпатській області.
Обєднане з селом Ільниця рішенням облвиконкому Закарпатської області № 438 від 30.07.1962
Історія заснування села сягає до ХІХ століття.
Засноване у
- функціонує клуб
- Церква Різдва Пресвятої Богородиці  2013 рік
- в 1876 році було створено початкову школу

## Населення
За переписом населення України 2001 року в селі мешкали 8902 особи.

### Мова
Розподіл населення за рідною мовою за даними перепису 2001 року:
| Мова       | Відсоток |
| ---------- | -------- |
| українська | 99,06 %  |
| російська  | 0,82 %   |
| білоруська | 0,04 %   |
| угорська   | 0,03 %   |
| молдовська | 0,01 %   |

## Місцеве самоврядування
Центральним органом місцевого самоврядування села є Ільницька сільська рада, у діяльність якої входить забезпечення соціального захисту населення села та покращення благоустрою населеного пункту, представлення інтересів держави, приймання різних рішень у межах компетенції, контроль за діяльністю суб'єктів господарювання, які розташовані на території села, створення належних умов для розвитку інфраструктури села, підприємницької діяльності, культури та спорту у селі та багато іншого.
Ільницька сільська рада складається з 26 депутатів. Головою ради є сільський голова. Останні вибори сільської ради та сільського голови були проведені 25 жовтня 2015 року. Головою села було обрано Павлище Василя Васильовича. Гендерний склад ради наступний: 21 чоловіки і 5 жінок.

## Соціальна інфраструктура
У селі функціонують:
- 4 дошкільні навчальні заклади (№ 1, 2, 3, 4), у яких перебувають близько 250 дітей і працюють 90 осіб;
- 3 загальноосвітні школи (І ст., І-ІІ ст. та І — III ст.), у яких навчаються близько 1100 учнів та працюють 100 педагогів;
- школа-інтернат, у якій навчаються близько 160 учнів та працює 40 педагогів;
- спортивно-гуманітарний ліцей, який створено відносно недавно, але вже проявив себе на високому рівні, що дає можливість юним спортсменам займатися спортом професійно;
- дитяча школа мистецтв, яка займається духовним розвитком дітей у галузі музики, вишивки та малювання;
- лікарська амбулаторія загальної практики і сімейної медицини, у якій працюють 40 осіб медперсоналу;
- 3 аптеки;
- 2 бібліотеки;
- 2 заклади культури: центр дозвілля «Шахтар» та клуб «Новоселиця»;
- Дитяча вокальна студія «ЛІРА» [Архівовано 5 травня 2017 у Wayback Machine.][5], була утворена у 2005 р., знана за межами нашої області і має дуже добрі відгуки від населення району за пропаганду та виконання сучасної української пісні.

## Релігія
На території села є 5 конфесій: православна (Свято-Покровська церква, Церква Різдва Пресвятої Богородиці), греко-католицька (Свято-Михайлівська церква), ЄХБ, АСД та ХСД.
Церква св. арх. Михайла. 1797.
Парохія існує з 1600-х років. За давнім переказом, церкву в Ільниці збудували ті ж майстри, що будували іршавську церкву. Церкви були одночасно спалені татарами в 1717 р. У 1692 р. в Ільниці були дві церкви. У 1797 р. під час впорядкування парохій намісницький уряд постановив, що дві церкви тут непотрібно і ту, що стоїть на гіршому місці, слід розібрати і використати як матеріал для ремонту іншої. Після цього за священика Івана Чопея збудовано муровану церкву, яку зводили 6 років.
На початок XX ст. в селі було 1796 вірників. Кам'яна церква, збудована на місці дерев'яної, належить до давніших мурованих церков, з часу запровадження терезіанського стилю. Товщина стін — 100—120 см. На вежі три дзвони, один з яких походить з 1763 р.
У 1975 р. церкву закрили, а згодом комуністична організація села вчинила акт вандалізму. Церкву оточили військові з автоматами і яничари конфіскували та вивезли церковні книги, картини, церковне приладдя, розламали іконостас XIX ст. Протестували проти цього шофер І. Скраль, який відмовився везти награбоване, та комуніст В. Олашин, який того дня вийшов з партії. Частина майна потрапила в білківську церкву та ужгородський краєзнавчий музей, а частина була знищена. Церкву почали відбудовувати в 1989 р. як православну.
У жовтні 1992 р. храм повернуто греко-католикам. Встановлено новий іконостас, повернуто дещо з вивезеного майна, розмальовано інтер'єр, добудовано газову котельню, проведено електрифікацію.
Церква Покрови пр. богородиці. 1997.
Куратор Михайло Палош розповів, що дерев'яну церкву в частині села, що зветься Синявка, почали будувати в 1923 р. з дуба і смереки, будували її 5 років.
Спорудив церкву місцевий майстер Павло Савко. Частина селян збирала гроші і купувала матеріал, інші рубали в лісі дерево і звозили волами. Землю під церкву дав Василь Гриценко. Всередині все було з дерева, а дахи вкривала бляха. У 1928 р. Василь Матіко збудував дзвіницю. Першим священиком був о. Іван Бігар.
Теперішню муровану церкву за проектом архітектора Данканича почали будувати довкола дерев'яної церкви в 1991 p., а закінчили в 1997.
Церкву споруджено з цегли та бетону стараннями о. Василя Кодріша, Василя Цогли, кураторів Василя Матіка — виконавця багатьох робіт, Василя Химинця, Юрія Юрини, дяка Михайла Палоша, скарбника Федора Короля. Довжина споруди становить 32 м, ширина — 16 м, а висота — 35 м. Іконостас зробив у 1998 р. Іван Ісак з родиною.

## Економіка
У селі є різні підприємства, які займаються різними видами діяльності, а саме:
- ТзОВ «Нова — Текст» спеціалізується на пошитті шкіряного верхнього одягу;
- ПАТ «Ільницький завод МЗУ» виготовляє зварювальне устаткування;
- ТзОВ «К'Лен» — обробка дерева та виготовлення меблів. На підприємстві запроваджено повний цикл виробництва від переробки кругляка до випуску меблів з масиву. З відходів від основного виробництва, компанія виготовляє брикети RUF. В лютому 2020 році підприємство отримало сертифікат FSC Chain-of-Custody.
- ТзОВ «Лігніт» — видобуток бурого вугілля та бентонітових глин;
- Закарпатський завод мастильного обладнання виготовляє мастильне обладнання.
- ТзОВ «Берег-Кабель ГМБХ» — виробництво кабельної продукції

Ці крупні суб'єкти господарювання мають велике значення для економічного та соціального розвитку і процвітання села взагалі. У цих підприємствах на виробництві працює значна частина населення села і не тільки, що покращує соціально — матеріальне становище людей. Від реалізованої продукції цих суб'єктів господарювання та від сплачених податків до місцевого бюджету надходять кошти, за рахунок яких проводяться роботи по покращенню благоустрою села та розвитку соціальної сфери. У селі проживає близько 300 підприємців, функціонують 40 торговельних одиниць (магазини + торгові точки) та 12 закладів громадського типу (бари, кафе, їдальні тощо).

## Культура

Смерековий камінь

Населений пункт чисельний та активний, тому в селі часто та регулярно проводяться культурно-масові, спортивно-масові заходи. Щорічно відзначаються День Перемоги, День Конституції України, День незалежності України та день села — культурно-масовий захід, який називається День шахтаря і проводиться в останню неділю серпня.
Поміж тим проводяться різні виставки художньої самодіяльності, музичні концерти на честь видатних естрадних виконавців та музичних композиторів, виступи художніх колективів та ансамблів села, району, області та України, масові спортивні змагання на честь видатних спортсменів краю тощо. Слід відзначити такі дозвільно-масові заходи, як «Міс — Дюймовочка», «Міс краси» та ін.

## Туризм
Щодо туристичної сфери, то на території села розташовані такі об'єкти туризму:
- природний об'єкт «Смерековий камінь», який характеризується мальовничістю природи, красою та неповторністю гірських пейзажів (див. Зачарована Долина);
- туристично-оздоровчий табір «Зачарована Долина», яка пропонує такі види послуг: полювання, закарпатське сафарі, купання в термальній мінеральній воді, відпочинок в закарпатській родині, зустріч Нового року, Різдвяний тур (особливості зустрічі Різдва в Карпатах, катання на санях, запряжених трійкою коней), організація екскурсійних поїздок до Угорщини, Словаччини; тренувальні збори для футбольних команд тощо.

Ці об'єкти туризму щорічно приваблюють до себе численних туристів та охочих відпочити не тільки з району, області, України, а й навіть з-за кордону.

## Відомі люди
- Василь Фенич — видатний і талановитий письменник, прогресивний літератор Закарпаття 1930—1940 рр., який написав знамениту книжку «Мужність».
- Маргарета Паулик — поетеса.
- Георгій Палош — старший буровий майстер Львівської геологічної експедиції Моршинської геологорозвідувальної партії, Герой Соціалістичної Праці.
- Віктор Пасулько — відомий і талановитий футболіст і тренер України, колишній гравець національної збірної СРСР по футболу, дворазовий чемпіон СРСР; фіналіст, срібний призер чемпіонату Європи-88.
- Іван Гецко — відомий і талановитий футболіст і тренер України, колишній гравець національної збірної України і СРСР по футболу.
- Іван Улинець — відомий футболіст України.
- Михайло Ловска — відомий футболіст України.
- Іван Капітан — командир партизанського загону, що десантувався в 1944 р. на Шаланецькій горі.
- Володимир Роман — науковець, історик-краєзнавець, автор книги «Свято-Іоанно-Предтеченський православний жіночий монастир у с. Дубрівка».
- Ковбаско Василь Васильович — директор державного професійно-технічного навчального закладу «Мукачівський професійний аграрний ліцей імені Михайла Данканича»
- Іван Петровцій — письменник-прозаїк.

## Галерея

Свято-Покровська церква УПЦ МП
Церква Різдва Пресвятої Богородиці УПЦ МП
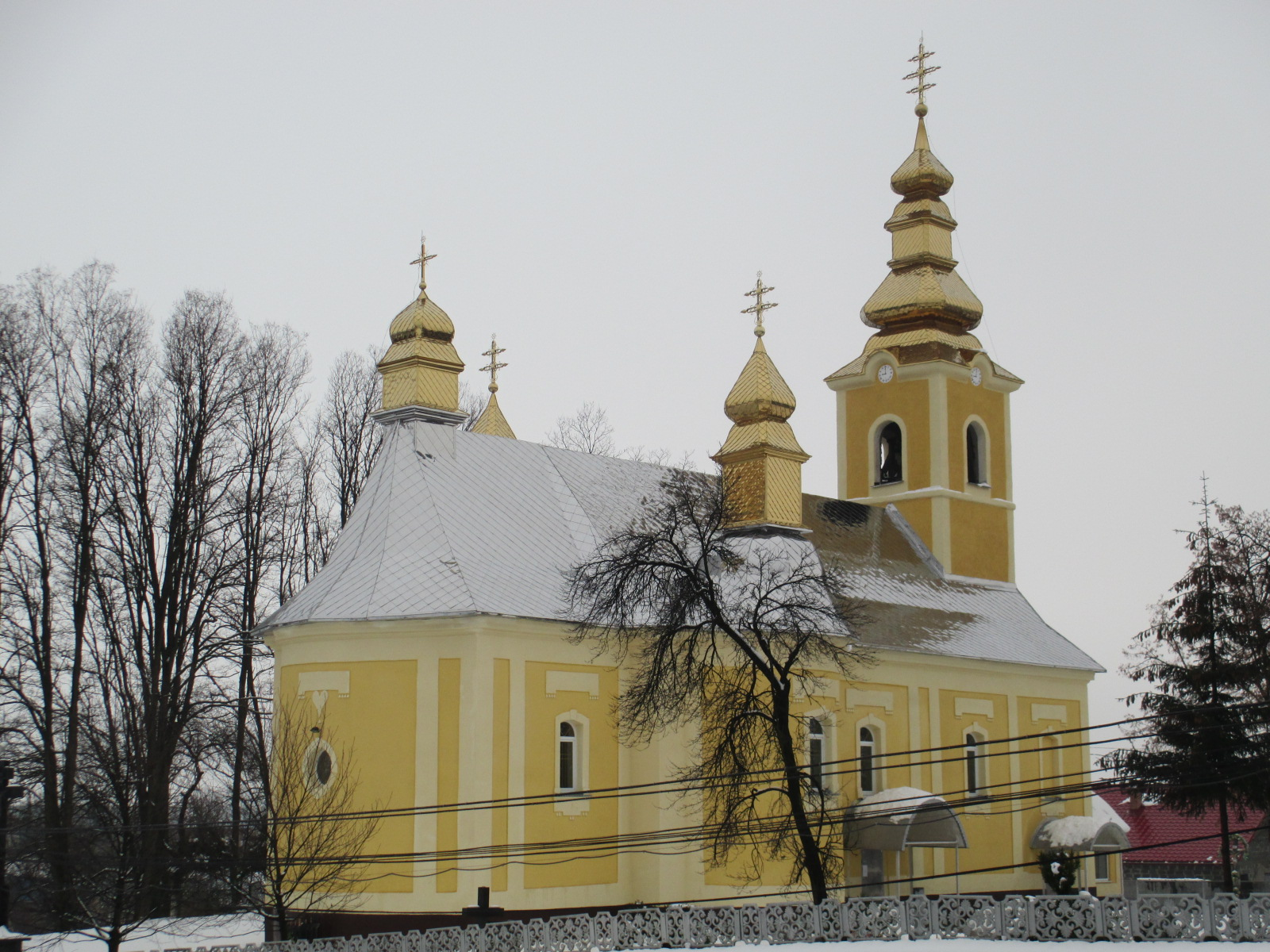
Свято-Михайлівська церква МГКЄ
Пам'ятник воїнам–визволителям Ільниці від німецьких загарбників
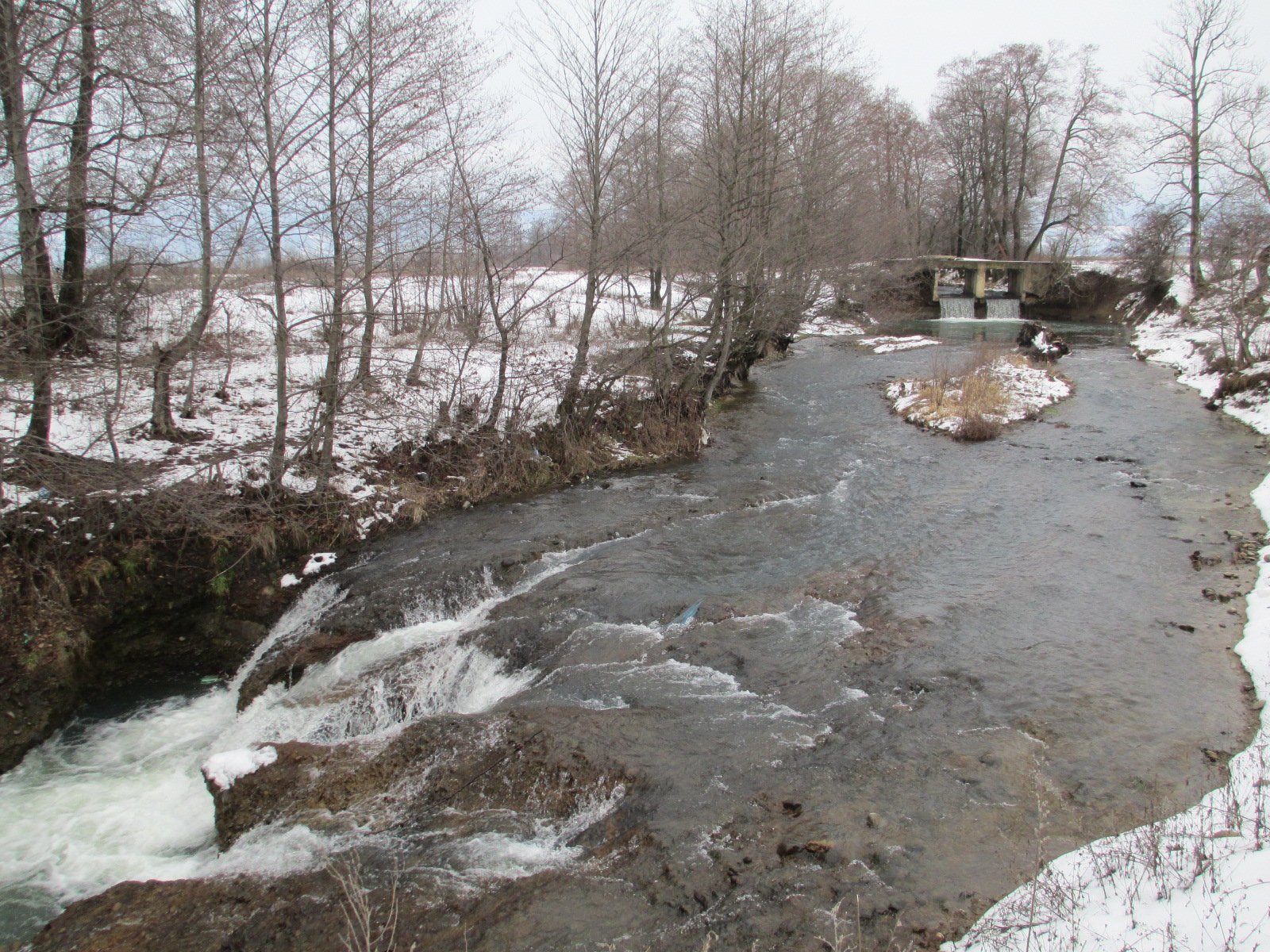
Річка Синявка
Поклонний хрест при в'їзді в село
Монумент Пресвятій Богородиці
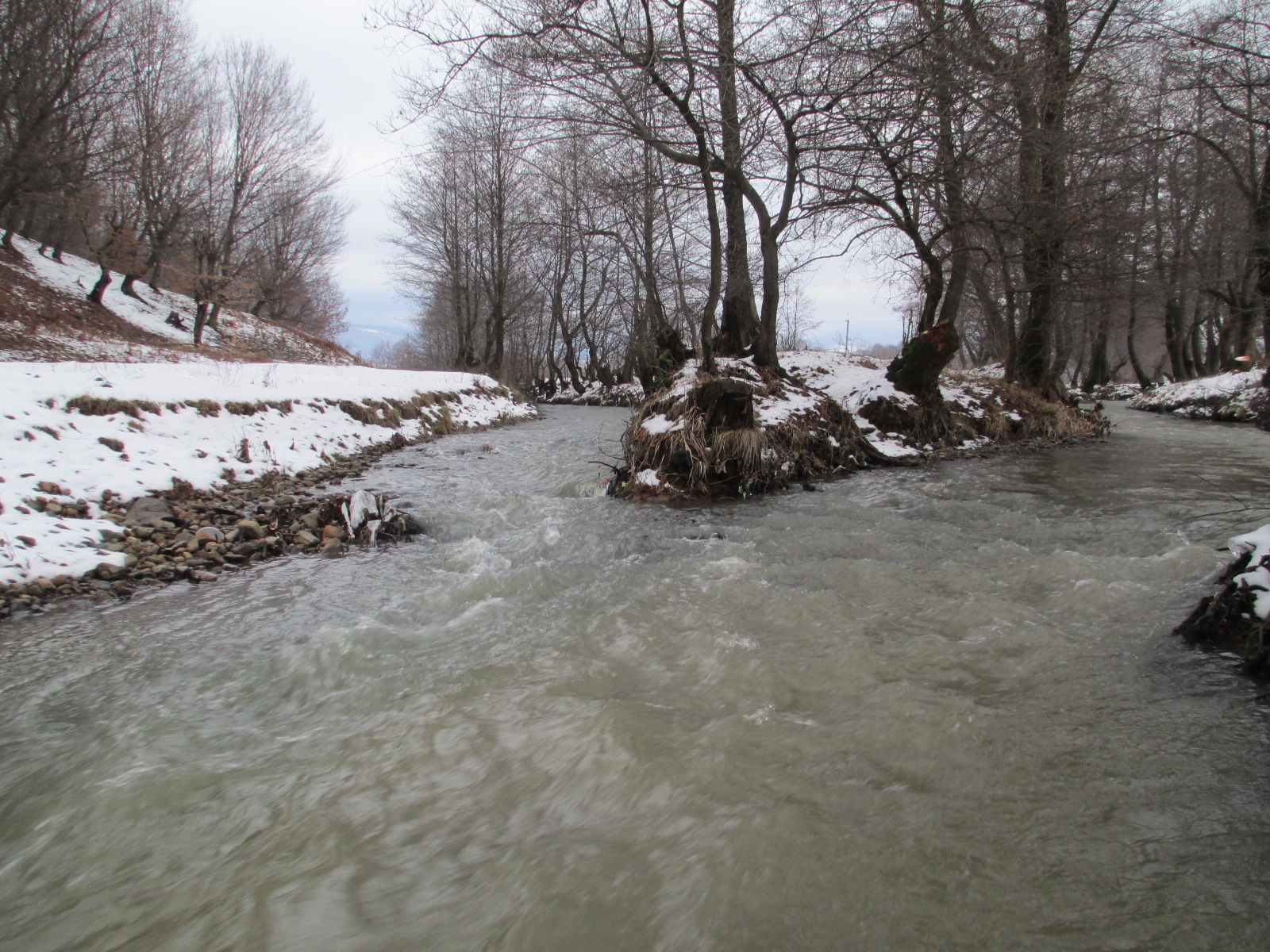
Річка Ільничка
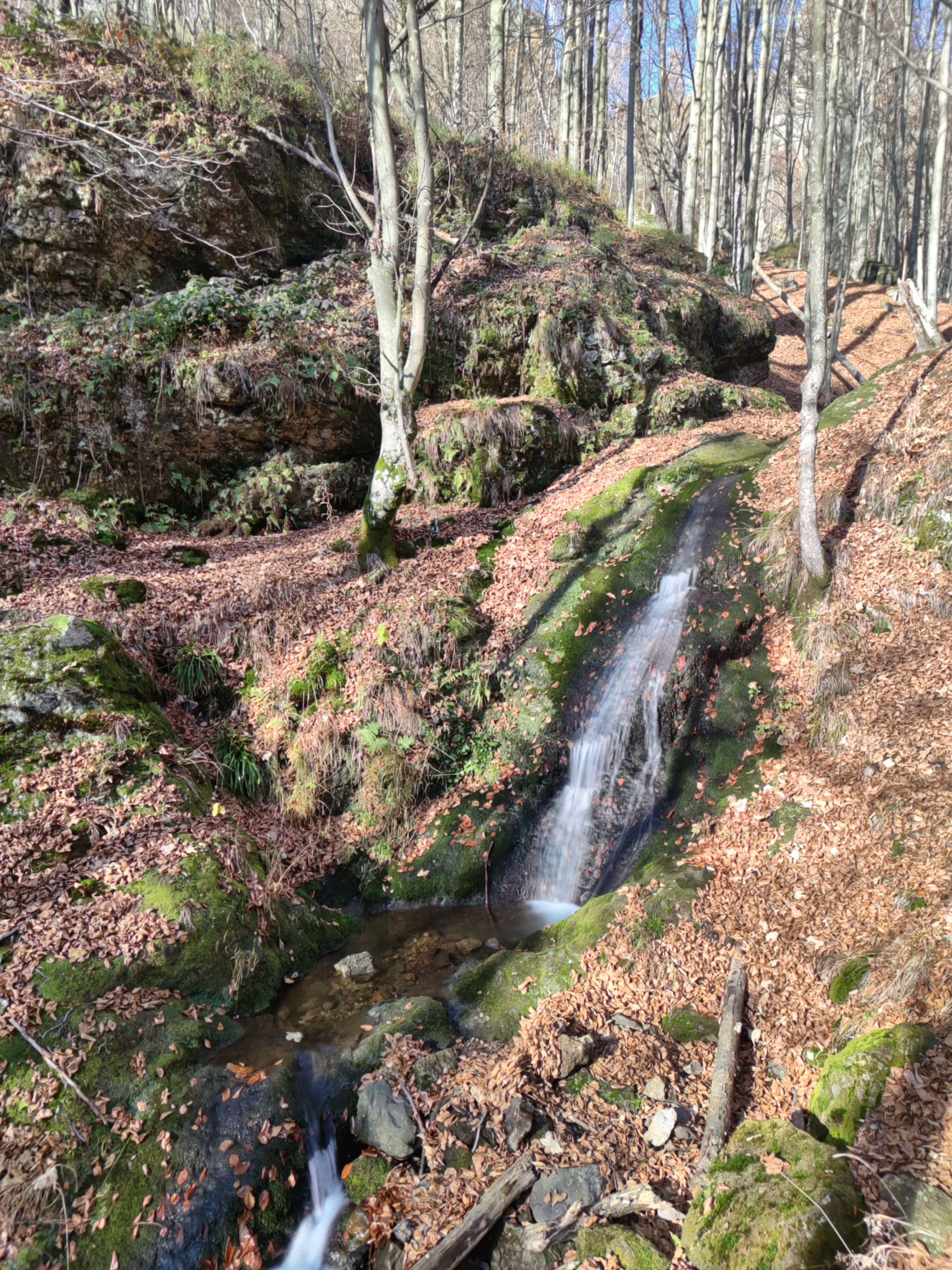
Водоспад Шумило

## Туристичні місця
- штольні добування залізної руди
- штольні по видобутку бурого вугілля
- поселення доби неоліту (ІУ тисячоліття до н.е.), бронзової доби (ІІ тисячоліття до н.е.).
- храм Різдва Пресвятої Богородиці  2013 рік
- храм св. арх. Михайла. 1797.
- храм Покрови пр. богородиці. 1997
- природний об'єкт «Смерековий камінь»